# Anne-Marie B.
Anne-Marie Besse auch Anne-Marie Joubert (* 8. November 1951) ist eine französische Sängerin und Schauspielerin.

## Leben
Anne-Marie Besse veröffentlichte 1975 ihre erste Single Je m’aime (Je m’aime un peu beaucoup), im gleichen Jahr erschien auch Voici la scie. Beide wurden von Guy Béart unter dem Pseudonym FF. Delatelier geschrieben. Zusammen mit Pierre Cour schrieb er auch den Titel Frère Jacques aus dem Jahr 1977, dessen Text auf dem gleichnamigen Kinderlied basiert. Mit dem Lied nahm Besse am Eurovision Song Contest teil. Bei 18 teilnehmenden Ländern erreichte das Lied lediglich den 16. Platz mit 17 Punkten (davon acht aus Finnland, sieben aus Spanien und zwei aus Irland). Pierre Cour textete zuvor bereits mehrere Eurovisionsbeiträge aus Frankreich und Luxemburg. Von Frère Jacques existiert auch eine gleichnamige, englischsprachige Version.
Danach trat sie vermehrt als Schauspielerin unter dem Namen Anne-Marie Joubert in Aktion, zuletzt in der Krimiserie Avocats Et Associés 2009 und 2010 in verschiedenen Nebenrollen.

## Filmografie
- 1974: La vitesse du vent (TV)
- 1978: Médecins de nuit (TV-Serie, eine Folge)
- 1978: Le temps d’une République (TV-Serie, eine Folge)
- 1979: Un juge, un flic (TV-Serie, eine Folge)
- 1979: Le tourbillon des jours (TV-Mehrteiler)
- 1980: La conquête du ciel (TV-Mehrteiler)
- 1980: Le grand Poucet (TV)
- 1980: Le devine-vent (TV)
- 1982: Die Erfindung des Monsieur Chambarcaud (Marcheloup) (TV-Mehrteiler)
- 1982: Non récupérables (TV)
- 1982: La petite fille dans un paysage bleu (TV)
- 1984: Le scénario défendu (TV)
- 1984: Messieurs les jurés (TV-Serie, eine Folge)
- 1985: Die Fälle des Monsieur Cabrol (Les cinq dernières minutes) (TV-Serie, eine Folge)
- 1985: Monsieur de Pourceaugnac
- 1986: Max mon amour
- 1986: Félicien Grevèche (TV-Mehrteiler)
- 1988: L’affaire Saint-Romans (TV-Mehrteiler)
- 1989: Le masque (TV-Serie, eine Folge)
- 1991: Ins Blaue (TV)
- 1994: La couleur du mensonge (TV)
- 1997: Les bœuf-carottes (TV-Serie, eine Folge)
- 2005: Tiefschläge (Frappes interdites)
- 2006: Julie Lescaut (TV-Serie, eine Folge)
- 2009, 2010: Avocats & associés (TV-Serie, zwei Folgen)